# موسيقى البروغريسيف
هي نوعٌ من الموسيقى يسعى لدفع حدود الأساليب الموسيقية الموجودة وتوسيعها، ويرتبط عادة مع أنواعٍ معينة من الموسيقى. الكلمة مشتقة من الكلمة الإنجليزية Progress بمعنى «تقدّمْ»، وتشير إلى النمو والتطور التراكميين، وعادة ما تُستخدم ضمن سياق أنواعٍ مختلفة من الموسيقى، مثل موسيقى البروغريسيف كانتري والبروغريسيف فولك والبروغريسيف جاز، و (الأكثر تميزًا) البروغريسيف روك. يُطلق على الموسيقى مُصطلح «بروغريسيف» عادة إذا كانت تجمع تأثيرات موسيقية من مجالات ثقافية مختلفة، مثل الموسيقى الفنية الأوروبية والفلكلور الكلتي والموسيقى الهندية الغربية أو الأفريقية. تتأصل موسيقى البروغريسيف في فكرة البديل الثقافي، وقد تترافق أيضًا مع المؤلفين الكبار وألبومات الكونسيبت (هي ألبومات موسيقية ترتبط فيها المقطوعات الموسيقية المنفصلة أو الأغاني مع بعضها بموضوع معيّن، قد يكون الموضوع موسيقي أو غنائي أو تأليفي، بمعنى آخر، يكون للمقطوعات الموسيقية أو الأغاني هدف كبير وفكرة رئيسية شاملة للألبوم بأكمله، بدلًا من وجود فكرة أو موضوع مخصصين لكل أغنية)، تُعتبر ألبومات الكونسيبت والتأليف من البنى التقليدية لصناعة الموسيقى.
باعتبار أن الاتجاه التقدمي جزءٌ من نظريات الفن، فهو يقع بين الشكليّة (أو الفورماليزم) والانتقائية. يُشير مصطلح «شكليّة» إلى الاستئثار بأنظمة التأليف الخارجية، ووحدة البناء، واستقلالية العمل الفني الفردي. ومثل الشكلية، تشير الانتقائية إلى نزعةٍ تجاه تأليف الموسيقى ودمجها. لكن على عكس الاتجاهات الشكلية، تظهر الانفصالات لدى رواد الاتجاه الانتقائي بين الأسلوبين القديم والمعاصر والإعلام الإلكتروني، وتشير كلمة «انتقائية» عادة، وفي الوقت ذاته، إلى أنواعٍ موسيقية وتعابير ورموز ثقافية مختلفة. في مجال التسويق، يُستخدم مصطلح «بروغريسيف» لتفريق النتاج الموسيقي عن موسيقى البوب، والتي عادة ما تُسمى بالتجارية.

## الجاز
البروغريسيف جاز هو نوعٌ من أنواع البيغ باند (البيغ باند فرقة موسيقية تؤدي نمط الجاز، لكن عدد أعضاء الفرقة يكون كبيرًا، بالتالي بإمكانها استعمال آلات موسيقية مختلفة)، لكنه أكثر تعقيدًا أو تجريبًا. ظهر البروغريسيف جاز في أربعينيات القرن الماضي، حيث استلهم المنسقون موسيقاهم من المؤلفين الذين ينتمون لحركة الحداثية، أمثال إيغور سترافينسكي وبول هيندميث. كانت مظاهر البروغريسيف في هذا النوع وافرة، مثل عدم التجانس بين العلامات الموسيقية واللامقامية (عدم توافق الألحان). ذاع صيت موسيقى البروغريسيف جاز على يد قائد إحدى الفرق، وهو ستان كينتون، خلال أربعينيات القرن الماضي. تحفّظ النقاد الموسيقيون بداية على استخدام المصطلح بروغريسيف. فكتب ديزي غيليسبي في سيرته الذاتية: «حاولوا جعل ستان كينتون «موسيقيّ البيض»، فأطلقوا مصطلح بروغريسيف على الجاز الحديث وموسيقاي، ثم حاولوا إعلامي أنني أعزف موسيقى بروغريسيف. فقلت: هراء! ستان كينتون؟ لا تحوي موسيقاي تلك البرودة الموجودة لدى كينتون».
البروغريسيف بيغ باند هو أسلوب من البيغ باند أو موسيقى السوينغ صُنع لسماع الأغاني وفق توزيعات أحدث وأكثف مقارنة بالمقطوعات الموسيقية الأصلية، وأعطى أعضاء الفرقة مساحة أكبر للارتجال. يوضح الدليل الموسيقي على الإنترنت «أول ميوزيك» أن أبرز روّاد هذا الأسلوب الموسيقي هم: ستان كينتون وجيل إيفانز وتوشيكو أكيوشي وكال ماسي وفرانك فوستر وكارلا بلاي وجورج غرنتز وديفيد عمرام وصن رع وديوك إلينغتون.

## البوب والروك

### تعاريف
تتشابه موسيقى البروغريسيف روك مع الآرت روك، بينما تكون الأخيرة أكثر تجريبًا، وتميل للتأثر بنمط الـ أفانت غارد (هو اتجاه تجريبي وغير تقليدي في معظم أشكال الفنون). ظهر اتجاه أحادي من أسلوب البروغريسيف في انجلترا في أواخر ستينيات القرن الماضي، لكن بحلول عام 1967، شكّل البروغريسيف روك مجموعة من الأساليب الموسيقية المختلفة لكن المرتبطة مع بعضها بشكل سلس. ومع ظهور وسم الـ «بروغريسيف»، أُطلق على الموسيقى أولًا «بروغريسيف بوب» قبل أن تُدعى «بروغريسيف روك». يشير مصطلح «بروغريسيف» إلى محاولة الفنانين، وعلى نطاق واسع، تحطيم الصيغة الاعتيادية لموسيقى البوب. هناك عوامل أخرى ساهمت في امتلاك موسيقى البروغريسيف مزايا خاصة –فكانت كلمات الأغاني أكثر شاعرية، واستغل الموسيقيون تقدّم التكنولوجيا للحصول على أصواتٍ جديدة، وسلكت الموسيقى عمومًا اتجاهًا أكثر فنية، واستعار الموسيقيون الانسجام الذي امتازت به موسيقى الجاز والموسيقى الكلاسيكية من القرن التاسع عشر، واهتم فنانو البروغريسيف أيضًا بإطلاق ألبومات عوضًا عن مقطوعات فردية، وركزوا على تسجيل الأغاني في الاستديو عوضًا عن أدائها في عروض حية، أي صنعوا الموسيقى للاستماع إليها وليس للرقص على أنغامها.

### خلفية تاريخية
في منتصف ستينيات القرن الماضي، كررت موسيقى البوب الاتجاهات الموسيقية نفسها لكن بأساليب وتقنيات جديدة أثارت اهتمام المستمعين. استُخدمت كلمة «بروغريسيف» بكثرة، واعتُبر أن أي أغنية جديدة هي «تقدّمٌ» عن سابقتها. في عام 1966، ازداد اهتمام موسيقيي الروك فنيًا واجتماعيًا بفرقٍ مثل ذا بيتش بويز، البيتلز، ذا بيردز... بعدما دمجت الفرق الأخيرة عناصر من الموسيقى الفنية مع التقاليد الموسيقية الدارجة لكتابة الكلمات في موسيقى الروك. فبدأت موسيقى الروك تأخذ نفسها على محملٍ جدي، وأخذت تحاكي الاتجاهات المتفرعة من الجاز. في تلك الفترة، شرعت الأغنية الشعبية تعتمد على وسائل جديدة للتعبير تجاوزت فيها أغاني الحب التقليدية التي كانت مدتها لا تتجاوز 3 دقائق. يُنسب الفضل لبراين ويلسون، قائد فرقة ذا بيتش بويز، في خلقه سابقةً تتمثل بالسماح للفرق والفنانين بدخول استديو التسجيل، وتسجيل الأغاني وإنتاجها بأنفسهم.
تطوّرت الموسيقى بسرعة عقب فترة قصيرة في ستينيات القرن الماضي حينما شهدت تلك الفترة بحث الفنانين وشركات التسويق، على حد سواء، عن الأصالة في الإبداع. قبل ظهور البروغريسيف بوب في أواخر ستينيات القرن الماضي، لم يستطع العازفون عادة الاتفاق على المحتوى الفني لموسيقاهم. ومع الانتعاش الاقتصادي الذي برز في منتصف الستينيات، بدأت شركات التسجيل استثمار الفنانين، وأعطتهم الحرية المطلقة كي يجربوا أنماطًا وأساليب موسيقية جديدة، ومنحتهم جزءًا محدودًا من السيطرة والرقابة على محتوى الأغاني والتسويق. ساهمت سوق الطلاب المتنامية بإضافة مصطلح «بروغريسيف» إلى الأغاني من طرف شركات التسجيل كي تميزها عن النتاج الموسيقي المعروف باسم «البوب التجاري». كتب الناقد الموسيقي سايمون رينولدز عن ظهور انقسام بين البروغريسيف بوب والبوب التجاري التقليدي واسع الانتشار منذ عام 1967، وأن الانقسام لم يكن محدودًا بالموسيقى فحسب، بل أصبح انقسامًا بين الصبية والبنات، وبين الطبقتين العاملة والوسطى. قبل أن تصبح موسيقى البروغريسيف/أرت روك الموسيقى الأنجح تجاريًا في بريطانيا خلال أوائل السبعينيات من القرن الماضي، شهدت فترة الستينيات انتشار حركة السايكدليك التي جمعت بين الفن والتسويق التجاري، وطرحت السؤال التالي: ماذا يعني أن تكون فنانًا في الوسط الإعلامي؟ اعتقد موسيقيو البروغريسيف أن المكانة الفنية تعتمد على الاستقلال الذاتي للفنان، بالتالي كانت إستراتيجية مجموعات أو فرق البروغريسيف روك تتمحور حول التعريف بأنفسهم كمؤدين ومؤلفين، وبالتالي هم أرفع مرتبة من مؤدي موسيقى البوب التقليدية.
البروغ الأولي، أو البروتو بروغ، هو وسم أُطلق حديثًا على الموجة الأولى من موسيقيي البروغريسيف روك. استغل موسيقيو الموجة الأولى الموسيقى الكلاسيكية والأنواع الموسيقية الأخرى التي لا تنتمي عادة إلى الروك، فكانت مقطوعاتهم الموسيقية أطول وأكثر تعقيدًا من ناحية التأليف، ومزجوا مقطوعات من الأغاني المترابطة مع بعضها –أو الـ «ميدلي» في الاصطلاح الموسيقي –وركزوا على التأليف في الاستديو. تطوّر البروغريسيف روك من موسيقى السايكدليك روك والأسيد روك، وبالتحديد من فرق تعزف موسيقى السيمفونيك والكلاسيك روك مثل ذا نايس، بروكول هاروم، ذا موودي بلوز. يعتبر النقاد الألبوم الأول لفرقة «كينغ كريمزون» بعنوان «إن ذا كورت أوف ذا كريمزون كينغ»، عام 1969 الامتداد المنطقي لحركة البروغريسيف روك الأولى في أواخر الستينيات والمتمثلة بفرق موسيقية مثل ذا موودي بلوز وبروكول هاروم وبينك فلويد والبيتلز. وفقًا لماكان، قد يكون للألبوم السابق أهم تأثير على موسيقى البروغريسيف روك، فجَمع موسيقى فرق البروغريسيف روك الأولى ضمن إطارٍ واضحٍ وفريد، وأسلوبٍ سهل الإدارك. فرّق ماكان بين الكلاسيك بروغ في سبعينيات القرن الماضي والبروغ الأولي في أواخر الستينيات، فكانت فرق البروغ في السبعينيات ترفض استخدام عناصرٍ من السايكدليك بروغ، بينما استمرّت فرق البروغ الأولى على هذا النهج.